# Indiana Jones and the Last Crusade (jogo)
Indiana Jones and the Last Crusade é o título de vários jogos de videogame baseados no filme Indiana Jones e a Última Cruzada.

## U.S. Gold (multiplataforma)
Indiana Jones and the Last Crusade: The Action Game foi desenvolvido pela Tiertex e lançado pela U.S. Gold entre 1989 e 1994 para ZX Spectrum, Amstrad CPC, Commodore 64, Atari ST, Amiga, IBM PC, MSX, Master System, Mega Drive e Game Gear. A versão de NES e Game Boy foi distribuída pela UbiSoft. É um jogo de plataforma.

## LucasArts (computadores)
Indiana Jones and the Last Crusade: The Graphic Adventure é um jogo de aventura da LucasFilm Games (depois rebatizada LucasArts) lançado em 1989 para DOS, Amiga, e Atari ST, depois recebendo novas versões para Macintosh, FM Towns, e Amiga CDTV. Foi desenvolvido a partir do motor de jogo SCUMM. Em 2009, foi relançado para download no Steam.

## Taito (NES)
Em 1991, a Taito lançou um jogo de plataforma desenvolvida pela Software Creations. Robert Swan de Computer and Video Games, atribuiu ao jogo uma classificação de 89%. Swan elogiou os gráficos, a música e os efeitos sonoros, e afirmou que o jogo "deve ser um dos melhores" jogos da NES lançados até aquele momento.